# 蒂法·洛克哈特
蒂法·洛克哈特為电子游戏《最终幻想VII》及《最终幻想VII补完计划》相關作品中的虚構角色，由野村哲也创作和设计，此后也在多个游戏中客串登場。

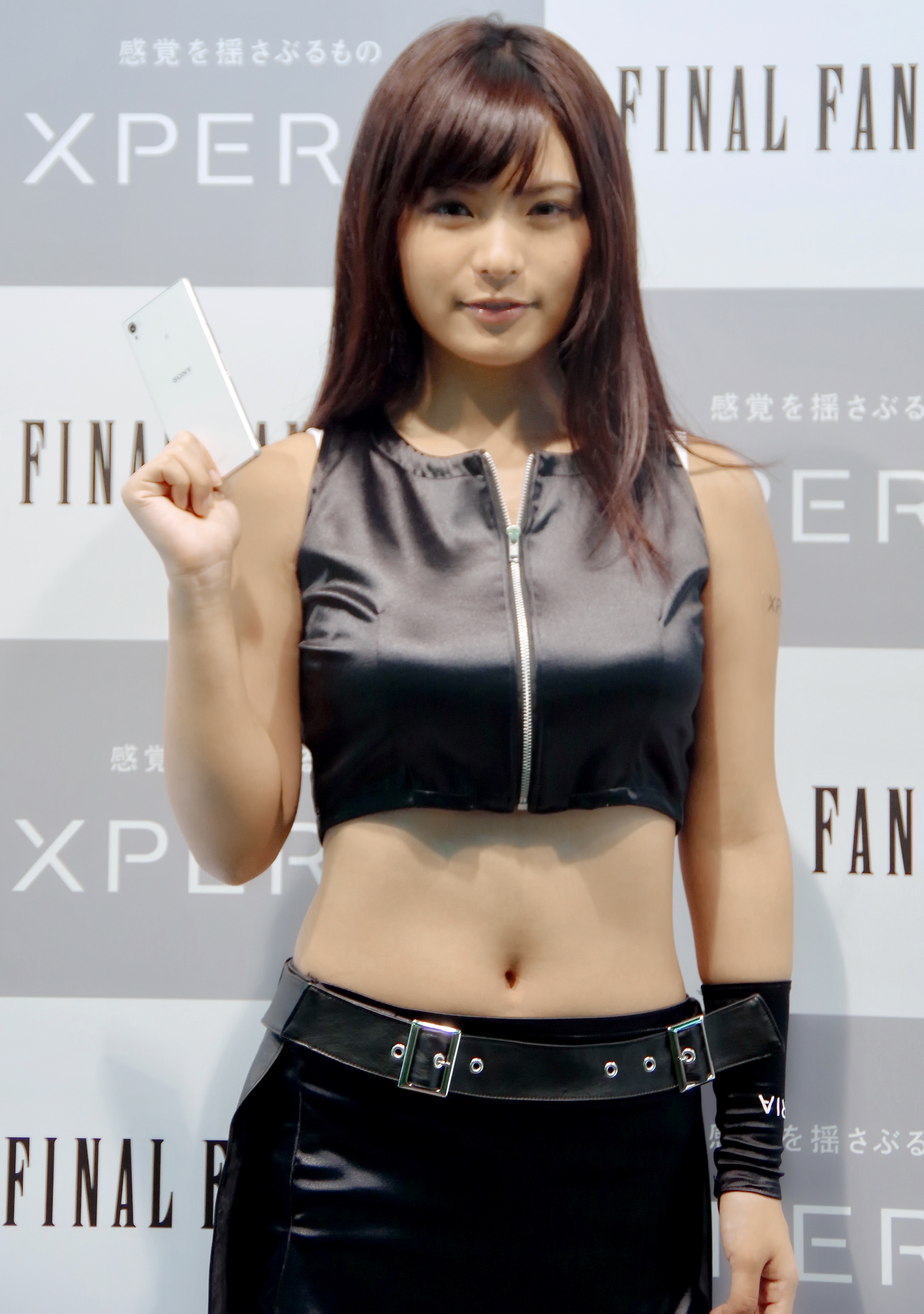
2014年东京电玩展上，星名美津紀cosplay《最终幻想VII 降临之子》中的蒂法·洛克哈特

蒂法是克勞德的青梅竹馬，兩人同為尼福爾海姆出身。在米德加經營作為反抗組織「雪崩」根據地的酒館「第七天堂」，並且是小有名氣的招牌店員。擅長格鬥，以拳套為武器。本傳7年前克勞德離開故鄉從軍時，曾許下約定「如果有危機時一定會保護她」。與艾莉絲相識之後，兩人成為好友。第一個察覺克勞德記憶混亂的人，後來協助精神崩潰的克勞德重新找回真正的自己。本傳的大戰結束後，依大家的期待在戰後新生的米德加再次開設第七天堂（原第七天堂因第柒區圓盤崩塌遭壓毀），同時也照顧一群受到星痕症候群折磨的孩子們。
《最终幻想VII 重制版》之中，搭配鐵壁魔晶石，會有最敏捷的身法，加上多種提升力竭度的拳法，成為最強物理攻擊角色之一。
《Final Fantasy VII 重生》，更有新技能秘技解放破，將拳擊化為魔法幻光球，大幅增加提升敵人力竭，成為最強物理魔法雙修角色。
蒂法被《纽约时报》称为“网络一代”的海報女郎，与劳拉·克罗夫特相比，她是电子游戏中坚强、独立和有吸引力的女性角色的典型代表。媒体普遍称赞其实力和外表，并称她为游戏世界中最好的女性角色之一。
在《最终幻想VII》本傳中，蒂法年齡20歲、身高167cm、生日5月3日、血型B型、出生地尼福爾海姆。

## 登场

### 《最终幻想VII》
蒂法在《最终幻想VII》原版中首次亮相，是克劳德的青梅竹马、第七天堂酒吧的看板娘、极端环境组织“雪崩”分會成员，该组织反抗巨型企業“神罗”因其大量抽取魔晄用作动力能源。在注意到克劳德的性格改变后，她说服克劳德加入雪崩，以密切关注他，并且跟随他追寻游戏中的对手萨菲罗斯。她无法阻止克劳德被萨菲罗斯操纵，在他的精神崩溃后，她帮助克劳德康复，并且兩人意识到彼此间的相互感觉，最后與夥伴們一同击败了萨菲罗斯。
在闪回中可知，儿时的蒂法一直是村中小孩的人氣王。在母親過世後，思念母親的蒂法决定沿着小路走到他们故乡尼福尔海姆附近的一座山上，認為這樣就能見到過世的母親，原本跟著蒂法的其他小孩都在半路上因害怕而放棄，唯獨克劳德仍堅定的在后面跟随，希望能在危機時保護蒂法。然而，他们俩都从山上跌落受伤，蒂法昏迷了一个星期，她的父亲认为克劳德对此负有责任，甚為嚴令禁止克劳德再接近蒂法，但蒂法反而從此更在意克劳德，兩人成為要好的玩伴。为了使自己变得更强大，克劳德最终选择离开尼福尔海姆，加入神罗，想要成为神罗的精英战士“神罗战士”（SOLDIER），但后来透露他主要是为了吸引蒂法的注意力。离开之前，蒂法与克劳德约定，当蒂法处于困境之中时，克劳德会回来救她。從克劳德離開之後，蒂法便開始留意神罗战士的訊息，因為神罗战士都成為聲名遠播的知名人物，如果克劳德成為神罗战士，他的活躍也會立刻傳回尼福尔海姆。数年后，在萨菲罗斯摧毁了尼福尔海姆之后，克劳德为了救蒂法，被萨菲罗斯刺至重伤。蒂法身中萨菲罗斯一刀，雖沒傷到內臟，但肋骨被切斷了。被她的武术教练赞甘带到安全地带，幸存下来，最终到达米德加并遇见了“雪崩”的领导人巴雷特·華勒斯。病愈后，蒂法加入了“雪崩”，为了给家乡被毁一事报仇。一天，她在火车站遇到了从魔晄炉中逃出来、精神一片混乱的克劳德，蒂法说服了他为巴雷特工作，以保证克劳德的安全以及和克劳德保持紧密关系。这是游戏开始的地方。
在原版《最终幻想VII》中蒂法與艾莉絲關係友好，但會在某些時候爭風吃醋，例如在神羅總部營救艾莉絲時，蒂法及巴雷特等一行失手被擒，若克勞德選擇關心艾莉絲的話蒂法的對話中明顯帶有妒忌。在重製版中雖然刪去這段情節，但保留了這種關係。
在《最终幻想VII》的初稿中，蒂法是背景人物。她在“雪崩”中的作用是在幕后支持，在执行任务后为所有人加油鼓劲，并且对克劳德有特别的关心。据推测，她的背上有一块大的疤痕，是由克劳德造成的，并在事件发生时因巨大冲击而部分失忆。原版策划者之一的加藤正人提出了一个旨在暗示蒂法和克劳德发生性关系的场景，但被北濑佳范用一个变淡的色调所取代。野岛一成在接受采访时说，没有一个开发团队人员认为当时的场景会成为一个问题。

### 《最终幻想VII补完计划》
2005年，蒂法出现在CG电影《最终幻想VII 降临之子》中，故事发生在原版游戏剧情结束两年后。在其中，她试图给予克劳德情感上的支持，敦促克劳德放下他对自己施加的不必要的罪恶感。此外，她还照顾巴雷特的养女玛琳和克劳德在爱丽丝的教堂发门口救下的孩子丹泽尔。在电影中，她与萨菲罗斯的其中一个思念体罗兹战斗，后来她帮助与被召唤的生物巴哈姆特战斗。编剧野岛一成将她在影片中的角色描述为“非常像任何被男人抛弃的女人”，并表示尽管他们不希望她显得笨拙，但他们也想描绘出从她受到克劳德的情感伤害出发。在影片的初稿中，她原本计划在当时的短片中扮演更重要的角色，该短片仅以蒂法，克劳德和几个孩子为主。
蒂法也在前传游戏《最终幻想VII 危机之前》和《最终幻想VII 核心危机》以及OVA《最终幻想VII 最终命令》中登场。每次登场时，她的出现都与尼福尔海姆的毁灭有关。官方小说《通向微笑之路》中有专门的《蒂法篇》，讲述了原版游戏和降临之子两段之间的故事。从蒂法的角度出发，详细讲述了她如何在Edge City创建一个新的第七天堂酒吧，并试图坚持自己和克劳德的正常家庭观念，尽管克劳德逐渐开始逃避与他人接触。蒂法还短暂出现在游戏《最终幻想VII 地狱犬的挽歌》中，该游戏的剧情在降临之子故事一年后发生，她在游戏中帮助主角文森特·瓦伦泰捍卫星球，抵抗怪物欧米茄和“兵器”。她后来出现在游戏的结尾中，讨论着文森特的失踪。

### 其他登场
在《最终幻想VII补完计划》之外，蒂法还出现在格斗游戏《神佑擂台》中，作为可解锁的角色和可选的Boss。她后来出现在电子棋盘游戏《富豪街》中。在《王国之心II》中，她穿着自己在降临之子中的服装，寻找克劳德，然后与该系列的怪物“无心”战斗。她原本计划出现在原版《王国之心》的最终合辑中，但由于时间限制，工作人员选择改用萨菲罗斯。蒂法也是格斗游戏《最终幻想 纷争012》中的玩家角色之一，该游戏的角色来自各种《最终幻想》游戏。她身着《最终幻想VII》中的服装，但该玩家还可以使用她在《降临之子》中的服装和在尼福尔海姆出场时展示的第三种服装。游戏的第一版展示内容是在天野喜孝的美术原型基础上展现的另一种形式。在《小小大星球2》中，蒂法是可下载的角色模型。
韩国歌手Ivy在2007年的歌曲“유혹의유혹의”（《诱惑奏鸣曲》）MV中描绘了角色。因为重现了《降临之子》中的战斗场面，在史克威尔艾尼克斯提出版权诉讼后，该视频被禁止在韩国电视上播出。 2015年，蒂法作为可玩角色被添加到iOS游戏《最终幻想 记录者》中。

## 创作与发展

蒂法在《最终幻想VII 核心危机》中的形象。

蒂法由野村哲也设计，最初版本的《最终幻想VII》中没有蒂法，因为最初该游戏只有三个可玩角色。主角克劳德、爱丽丝和巴雷特。但是，在给游戏总监北濑佳范打电话时，有人建议游戏中的某个主角应该死掉，在对究竟是巴雷特还是爱丽丝需要死掉进行大量讨论之后，制片人选择了爱丽丝。野村哲也后来开玩笑说这是他的主意，以便使他能够将蒂法引入游戏中。无论如何，北濑佳范喜欢有两个的女主人公，并且在他们之间摇摆不定，将其称之为是《最终幻想》系列中的新事物。野村哲也将蒂法的角色在《降临之子》中的表现分为多个方面，称她“像母亲，爱人，战斗中的亲密盟友”，“不仅在情感上，而且在身体上也非常坚强”。
蒂法被设计为该系列以前的游戏中出现的“Monk”级别的角色。她有一头乌黑的长发，像一头海豚的尾巴，穿着简单单调的服装，包括白色的上衣和黑色的超短裙。她还穿着红色的靴子和手套，黑色的袖子从手腕延伸到肘部。她的裙子被一对狭窄的黑色吊带裤撑起，大面积的金属护罩覆盖了她的左肘。她身高约167厘米，三围为92-60-88厘米。最初，野村哲也很难决定选择搭配迷你裙还是搭配长裤。为了征求意见，他在史克威尔的办公室传递了草图，大多数工作人员都认同超短裙设计。这与爱丽丝的标志形成鲜明对比，爱丽丝的长裙是她的标志。服装在游戏中被解释为赋予了她行动自由的能力，这是由于她的近距离战斗的亲和力，而裙子据称“相当短，具有相当大的曝光度”。开发者还指出，由于她的身材，她穿着其他便衣的外观也令人愉悦。
在制作《最终幻想VII 降临之子》时，联合导演野末武志难以为蒂法的身材构建出一个“平衡，但又展现了她的女性特质”的框架。在这一点上，她的服装也进行了重新设计，着重于表达这些品质，同时仍然令人赏心悦目。白色背心覆盖黑色背心，白色缎带背心包裹着她的左二头肌，粉红丝带包裹着她的脚。黑色系扣裙子遮盖了她的大腿，并且在下面穿了短裤，用一块类似于大衣的布从裙子的腰带后部延伸到脚踝。她不再使用吊带撑起裙子，只在电影的战斗场景中戴着手套。她的发型被更改为在她的背部中部结束，从原来的设计中删除了海豚的尾巴。造成这种变化的原因是，难以为她的原始头发设置动画效果，以及由于其黑色和亮光而引起的问题。另外，瞳孔的顏色亦由紅色改為深褐色。

蒂法在《最终幻想VII 重制版》中的形象。

开发《最终幻想VII 重制版》时，史克威尔修改了蒂法的原始外观，以使她的外观更加逼真，因为工作人员意识到她的设计不适合战斗场景。她因此得到了黑色运动内衣并贴合她的身体，给她一种运动的感觉。在這個版本中的蒂法雖然保留着「海豚尾巴」髮型，但原版中其末端如海豚尾鰭已變為更自然的垂直模樣。另外,在第三章中,玩家可選三種服飾中的一種讓蒂法在以後的篇章穿上。除了「成熟風」、「格鬥家風」及「異國風」外，開發團隊亦考慮過「女僕風」、「警察服」、「舞蹈家風」、「陸行鳥風」等。由于克劳德与蒂法和爱丽丝之间存在的特殊关系，开发团队观察到粉丝认为史克威尔更偏爱这两个女主角。以往，史克威尔表示爱丽丝可能是游戏的真正主角，而蒂法对于帮助克劳德这个角色的发展很重要。最终，史克威尔表示蒂法和爱丽丝都是这次重制版中的女主角。
野村哲也表示，他喜欢女演员伊藤步，并希望与她在《降临之子》中合作。在爱丽丝的配音演员已经决定之后，野村让伊藤步为蒂法配音，觉得她的“沙哑的声音”将与坂本真綾配音的轻声细语的爱丽丝形成很好的对比。野村哲也还指出，在完成蒂法的更新设计后，制片人对她的最终细节进行了辩论，但伊藤步饰演角色后，便选择将配音演员的许多特征融合到角色的最终形象中。
英国配音演员瑞秋·莱·寇克（Rachael Leigh Cook）在《王国之心II》的一次采访中说，她喜欢玩蒂法，并形容她“身体和情感上都很强壮，但也非常敏感”，并且“非常多维”。在给角色配音时，寇克听取了伊藤步的配音。在《降临之子》制作之后，寇克感谢野村哲也所创作的影片并表示非常喜欢。布里特·巴伦（Britt Baron）代替她参加了《最终幻想VII 重制版》的配音。蒂法幼年时候由Glory Curda配音。

## 评价
自登场以来，蒂法受到评论家和粉丝的极大好评。在2000年，GameSpot的读者将她评为电子游戏中的第五好的女性角色，该网站的编辑指出他们对此表示同意。 2004年，《Play》杂志在《遊戲女孩》年度期刊的第一期中介绍了蒂法，并称她为“近代史上最受崇拜的女性。”2007年，蒂法被《电击PlayStation》评为在原版PlayStation平台上有史以来第八好的人物，也是《最终幻想VII》中排名第三的角色。同年，Tom's Hardware将她列为视频游戏历史上50个最伟大的女性角色之一，并称她为“周围人物中更丰富，更复杂的女性角色之一。”在2008年，UGO将她列为电子游戏史上最伟大的女性角色之一，排在第五位，并表示对她的偏好超过了爱丽丝，并补充说：“ 蒂法的服装是轻描淡写的奇迹-但正是她的天生丽质和令人难忘的性格使她在榜单上名列前茅。”同年，Chip杂志将她列为“游戏女孩”第十名。2009年，IGN将蒂法列为游戏中十大最佳女主角之一，并称她为“毫无疑问的最终幻想宇宙中的传奇女主角。” Fami通在2010年进行的一项民意调查将她评为第19大最受日本玩家欢迎的视频游戏角色。在2013年，Complex将她列为电子游戏历史上第13大女主角。
2001年，随着劳拉·克罗夫特的推出，Beaumont Enterprise列举了蒂法作为视频游戏中强大女性角色的榜样。2008年，Joystiq将她列为他们最终幻想》系列中20个希望在史克威尔艾尼克斯的跨界格斗游戏《最终幻想 纷争》中看到的《角色中的佼佼者，并将她描述为该系列“最伟大的女主角”之一。IGN在2008年将蒂法列入有史以来第13部最佳的《最终幻想》角色之一，描述她是史克威尔试图“赋予《最终幻想》角色真实的性感”的尝试，以及“可以在紧要关头照顾好自己”的人；在后续的读者选择榜单中，蒂法排名第一，工作人员在将其在榜单上的位置归因于她的胸部时重复了先前的评论。在2009年IGN的一篇文章中，仅关注《最终幻想VII》中的角色，她排在第四位，并评论说，尽管她的性感提高了她的知名度，但“ 蒂法推动了坚强，独立的RPG女主角的传统。”其他杂志也称赞蒂法的性格特征。Mania Entertainment在2010年“了不起的视频游戏女性”名单中，蒂法排名第十，并指出，虽然《最终幻想》系列的后续游戏引入了其他令人难忘的女性角色，但“蒂法是我们的第一个《最终幻想》女孩，并在我们心中有特殊的地位”。 2013年，《Complex》的Gus Turner将蒂法列为有史以来十二大最终幻想角色之一，并指出“除了劳拉和萨姆斯·艾仁之外，蒂法也代表了游戏中最独立，最有能力的女性之一。” 
许多评论都认为蒂法非常性感。 1998年，《纽约时报》将她列为“网络一代”的炙手可热的海报女郎。同年，《电子游戏月刊》授予她1997年的“最热门游戏宝贝”，称她“比例匀称”，并称赞她是劳拉的另一可行选择。 UGO在2008年“电子游戏热门榜”中将她排在第24位，并补充说他们无法“克服之后的每个游戏版本中她的表现都更好”。同年，GameDaily在“最热游戏辣妹”名单中将她排在第31位，分享了UGO对她的偏爱，并赞扬了她的外表和战斗能力。MSN也有类似的看法，当他们将“这个充满爱心，关怀，超级性感的女孩”列入“游戏界最热门的辣妹”名单中时，她名列第六，并指出她在该系列中的存在“有些微妙，给与了她更像是一种情感上的暗示。”而且没有她，这个系列就不会那么特别。Manolith在2009年“最热门”女性视频游戏主角名单中将她排名第二。 2010年，VideoGamer.com将她列为“十大电子游戏女神”，而AfterEllen的莎拉·沃恩（Sarah Warn）将她评为“第九大最热”女性电子游戏角色。2011年，Complex将她列为“游戏中最漂亮的女性角色”第16名，而UGO仅因她在《神佑擂台》中的出现而将她列为“格斗游戏中最优秀的女性”中的第13位。同年，GameFront将她的胸部排在“电子游戏史上最伟大的胸部”名单的第九位，称她为“存在的危机版劳拉；” 她也被Village Voice Media列入“不可思议的胸部名单”，但评论说她“不仅仅具有性感。”2012年，Complex将她列为整体上“第二热门”视频游戏角色，MSN将她列为“电子游戏史上最热门的20位女性”之一，并补充说“她是历史上最著名的游戏女孩之一，并且具有永恒的吸引力。” 2013年，《每日纪事报》的Scott Marley将她排在“最有魅力的女性电子游戏角色”第二位，而CheatCodes.com则宣布她是有史以来“最热门的女性电子游戏角色”。同样，《La NuevaEspaña》在2014年将“性感，独立和坚强”的蒂法列为男女最性感的十大电子游戏角色中，而《ThanhNiên》在2015年将她评为最性感的女性电子游戏角色。

## 姓名由來
蒂法（Tifa）的英文名字來源於一個古希伯來語單詞“Tiferet” ，而姓氏洛克哈特（Lockhart）則是英語單詞Lock和Hard的結合；Tiferet是生命之樹的一個成分（生命之樹大概可以分為三支柱、十個原質、四個世界、二十二路徑等基本結構），象徵著愛情、美麗和自我犧牲，從遊戲裡可以看出，這幾點都符合Tifa的情況。

## 外部連結
- 最終幻想VII 重製版 蒂法·洛克哈特角色介紹 （页面存档备份，存于）